# Ankerbrua

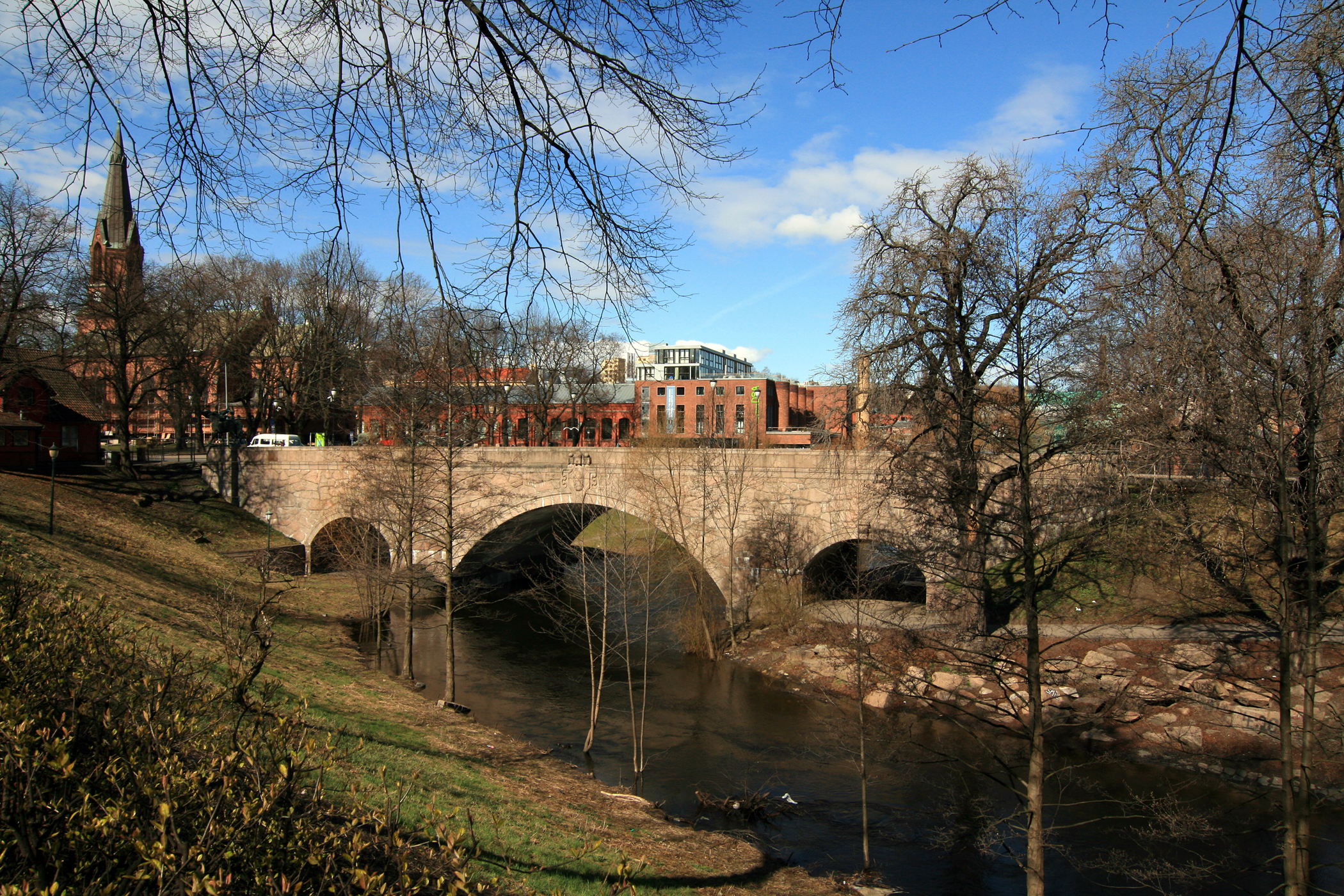
Bron sett från sydost.

Ankerbrua är en bro över Akerselva i Oslo. Den ligger i Grünerløkka och är en förlängning av Torggata utanför centrum. På den andra sidan av floden möter den korsningen mellan Søndre gate och Markveien.
Den första bron här anlades 1874. Det var en träbro. 1926 blev denna ersatt av en ny bro i sten.
1937 fick bron fyra bronsskulpturer av Dyre Vaa, en i varje hörn. Dessa har sagomotiv, och Ankerbrua kallas därför ibland "Eventyrbrua". Motiven är:
- Vitbjörn Kung Valemon
- Peer Gynt
- Kari Trestakk
- Veslefrikk med fela

I förbindelse med planerna om sanering av Grünerløkka på 1960-talet var Ankerbrua ett av få byggnadsverk som planerades att bevaras.
Ankerbrua har namn efter Ankertorget (Ankerløkka), som låg där Anker studentboliger nu ligger.